# Kardinalfrage
Eine Kardinalfrage, auch Eckfrage, Angelfrage oder Hauptfrage (lateinisch quaestio cardinalis), ist eine grundlegende Frage, durch deren Beantwortung sich ein Sachverhalt entscheiden oder in einer wesentlichen Haupteigenschaft bestimmen lässt oder um die sich eine bestimmte Diskussion oder Wissenschaft „dreht“.

## Etymologie
Der Wortbestandteil „Kardinal-“ ist entlehnt aus dem lateinischen Adjektiv cardinalis, das auch die Eindeutschungen Eck-, Angel- und Haupt- übersetzen. Dieses ist seinerseits abgeleitet aus cardo, Bezeichnung für die nord-südliche Hauptachse der quadratischen römischen Stadtanlage und allgemeiner für „Achse“, „(Tür-)Angel“, „Eck-, Angel- oder Hauptpunkt“, und verbindet sich in der antiken und mittelalterlichen Tradition besonders mit der Vorstellung von den vier Kardinalpunkten, Weltgegenden oder Himmelsrichtungen, die durch die Hauptachsen (cardines) von Norden nach Süden und von Osten nach Westen gebildet werden, den vier Kardinaltugenden (virtutes cardinales) und dem kirchenlateinischen Titel des Kardinals, Letzterer von einer mittelalterlichen Etymologie damit erklärt, dass die gesamte Kirche von den Kardinälen so regiert wird „wie die Tür von der Angel“.

## Neuzeitlicher Gebrauch
Der Begriff quaestio cardinalis entstand erst als humanistische Prägung der Frühen Neuzeit. In Anknüpfung an die antike Etymologie und Verbindung mit der Vierzahl wurden hierbei noch zuweilen besonders vier Kardinalfragen unterschieden. So waren in der Medizin des 17. Jahrhunderts die quatuor quaestiones cardinales medicæ ein gängiges Schema für Universitätsprüfungen und ein häufiger Titel medizinischer Dissertationen. Ferner unterschied Johann Amos Comenius gelegentlich die Fragestellungen Was – wodurch – auf welche Weise – wie vielfach? als vier Kardinalfragen, durch die jedes Ding im „Tempel der Weisheit“ erklärt werden könne.
In der Jurisprudenz kennt man auch heute noch fünf Kardinalfragen, mit denen sich jeder Fall in seinen Eckdaten erfassen lassen soll (Wer – welche Art des Begehrens – welchen Inhalts – gegen oder mit wem – auf welcher Grundlage?, siehe dazu den Artikel Frage). Ein fester Kanon von Kardinalfragen hat sich jedoch in den Fachwissenschaften und in der Alltagssprache nicht etabliert: Wie viele Kardinalfragen gestellt werden und welche dies sind, hängt im Allgemeinen ganz vom thematischen Zusammenhang ab.